# Bella Vista (Tucumán)
Bella Vista – miasto w Argentynie, w prowincji Tucumán, stolica departamentu Leales.
Według danych szacunkowych na rok 2010 miejscowość liczyła 14 791 mieszkańców.